# Beautiful Men
Beautiful Men (Schöne Männer) ist ein belgisch-französisch-niederländischer animierter Kurzfilm von Nicolas Keppens aus dem Jahr 2023. Der Film ist in der Kategorie „Bester animierter Kurzfilm“ für einen Oscar nominiert.

## Inhalt
Hotel in Istanbul 2021: Die Rezeptionistin telefoniert mit jemanden, dem sie erklärt, dass am Empfang ein Herr sei, der einen Termin für eine Haartransplantation habe. Dem Herrn, es handelt sich um Steven Van Goethem, erklärt sie dann, dass es ihr leid tue, es gebe ein Problem, da sehr viele Männer eine Haartransplantation anstrebten, die hier ihre Komplexe loswerden möchten, um dann total befreit wieder nach Hause zurückkehren zu können. Es gebe jedoch nur für einen der drei Brüder einen entsprechenden Termin. Stevens Brüder Bart und Koen sind ebenfalls im Hotel, auch sie wollen eine Haartransplantation vornehmen lassen. Bart versucht immer wieder eine telefonische Verbindung zu seiner Freundin Lindsay herzustellen, was nicht klappen will. Kurz darauf bittet Bart Steven, der Medizin studiert hat, sich eine seltsame Beule, die er im Intimbereich verspüre, einmal anzusehen. Steven möchte das eigentlich nicht und verweist darauf, dass er Zahnmedizin studiert habe. Bart meint er sei Verkaufsleiter und habe Stevens Auto trotzdem, dank Abendkursen, repariert.
Um die Wartezeit zu überbrücken planen die Brüder, einen Hamam aufzusuchen, wobei der dichte Nebel, der in Istanbul herrscht, die Sache erschwert. Während Bart bereits im Hamam ist, sind seine Brüder noch auf der Suche. Koen bemerkt, dass Steven seltsam herumdruckst und will wissen, was los sei. Er erklärt ihm, dass es nur einen Termin für einen von ihnen für eine Haartransplantation gebe. Bart, der im Nebel aufgetaucht ist, hört gerade noch, was Steven gesagt hat und dass er meint, das sei alles seine Schuld, er habe nur einen Termin statt drei Terminen gemacht. Steven meint zu Koen, er solle den Termin wahrnehmen, er verdiene es. Er selbst habe ja alles vermasselt, aber Koen verdiene es, glücklich zu sein – glücklich und schön und mit Haaren. Bart hingegen tue ja nichts für sie, sondern denke nur an sich selbst. Dass ihr Bruder alles mit angehört hat, wissen die beiden nicht.
Koen meint später, um die Frauen besser zu verstehen, lese er gerade ein Buch von dieser … Frau von Sartre, Steven berichtigt, er meine sicher Simone de Beauvoir. Ja, entgegnet Koen, genau die meine er. In diesem Moment klopft Bart an die Zimmertür des Hotels. Koen umarmt den Bruder und meint, Steven habe ihm von seinen Problemen im Intimbereich erzählt. Bart erwidert unwillig, Steven habe ihm heute wohl viel erzählt und will wissen, wann Koen es ihm eigentlich sagen wolle. Er versucht seinem Bruder sodann klarzumachen, dass er eine Haartransplantation ebenso verdiene wie dieser.
Dann passiert etwas Seltsames, dichter Nebel drückt von außen gegen die Fenster und dringt ins Hotel ein. Die Brüder sind beunruhigt und meinen, sich in Sicherheit bringen zu müssen. Koen sitzt auf der Treppe und glaubt, er könne nicht weiter, man solle ihn zurücklassen. Später erklärt eine Stimme, dass mehrere Personen beim heutigen Vorfall verletzt wurden, da sie während des Durcheinanders gestürzt seien, einige von ihnen so schwer, dass sie ins Krankenhaus eingeliefert werden mussten. Dadurch seien einige Termine für Haartransplantationen frei geworden. Bei den freien Terminen handelt es sich um die, die die Brüder für sich notiert hatten, als sie verzweifelt nach freien Plätzen gesucht hatten. Was für ein Zufall! Und so passiert das, was sich die drei Brüder so sehr gewünscht haben, sie bekommen alle drei Haare. Das Ergebnis lässt sie allerdings etwas ratlos in den Spiegel schauen.

## Produktion

### Produktionsnotizen
Produziert wurde der Film von Animal Tank, Arte France Cinéma, Belgian Tax Shelter Centre national du cinéma et de l’image animée (CNC), Flanders Audiovisual Fund (VAF), Fontevraud, Ka-Ching Cartoons, Miyu Productions, NEF Animation, NL Film, Pedri Animation und Stad Aalst. Vertrieben wird er in Deutschland und in Frankreich von Arte.
Der Film bietet Stop-Motion-Animation mit sehr detailliert angelegten Puppen, bei denen selbst winzige Hosentaschen, winzige Hüte und Brillen mit großer Perfektion erstellt worden. Es scheint fast, als seien diese echte Menschen. Großer Wert wurde auch auf die Kulissen verwendet, seien es Istanbul, das Hotel oder die reich verzierten türkischen Bäder. Nicolas Keppens führte zu seinem Film in einem Interview aus, es sei um Einsamkeit gegangen und darum, wie allein man sich in einem Zimmer fühlen könne, was durch das Spiel mit den Puppen noch einmal verstärkt ausgedrückt habe werden können. Die Puppen seien in den Niederlanden aus Silikon hergestellt worden mit einer sehr realistischen Textur, die beim Drücken nachgegeben habe. Er habe die Geschichte um drei Brüder angelegt, wahrscheinlich, weil er selbst einen habe und sie beide schon fast kahl seien. Die Idee zu dem Film sei ihm gekommen, als er vor einigen Jahren beruflich in Istanbul gewesen sei. Am ersten Tag beim Frühstück im Hotel sei das Zimmer voller kahlköpfiger Männer gewesen, die auf ihre Transplantation gewartet hätten. Nur wenige von ihnen hätten die Behandlung bereits hinter sich gehabt, was ziemlich grausam anzusehen gewesen sei. Ihre Köpfe seien ganz blutig gewesen. In gewisser Weise sei das ein ziemlich rührender Anblick gewesen.
Musik und Sounddesign haben die Aufgabe auszudrücken, was Worte nicht ausdrücken können.

### Veröffentlichung
Der Film wurde auf nachfolgenden Festivals vorgestellt:
- Belgien 19. Oktober 2023 Gent International Film Festival
- Niederlande Januar 2024 International Film Festival Rotterdam
- Frankreich 3. Februar 2024 Festival du Court-Métrage de Clermont-Ferrand
- Vereinigte Staaten 9. März 2024 South by Southwest Film Festival
- Hongkong 30. März 2024 HongKong International Film Festival
- Niederlande 24. Mai 2024 Framed Animation Film Festival
- Österreich 31. Mai 2024 Vienna Shorts
- Frankreich Juni 2024 Festival d’Animation Annecy
- Kroatien 6. Juni 2024 Animafest Zagreb
- Vereinigte Staaten 19. Juni 2024 Palm Springs International ShortFest
- Vereinigte Staaten 8. August 2024 Rhode Island International Film Festival
- Kanada 25. September 2024 Ottawa International Animation Festival
- Taiwan 18. Oktober 2024 Taichung International Animation Festival
- Schweden 23. Oktober 2024 Uppsala International Short Film Festival
- Frankreich 14. November 2024 Villeurbanne Short Film Festival

In Deutschland wurde der Film am 5. Mai 2024 bei Arte ausgestrahlt. Veröffentlicht wurde er auch in Polen und in Taiwan.

## Rezeption

### Kritik
Miguel A. Reina bewertete den Film für En Primera Fila und stellte fest, dass der für Festivals ausgewählte Film über drei Männer mit Alopezie ursprünglich als 2D-Animation geplant gewesen sei, sich der Regisseur schließlich aber dazu entschieden habe, die Körper der Figuren in Marionetten- und Stop-Motion-Animationen zu verwandeln. Inspiriert worden sei die Geschichte, als Regisseur Nicolas Keppens in der Türkei gearbeitet und dort seine Beobachtungen gemacht habe. Keppens Film beziehe sich mit viel Humor auf die persönlichen Beziehungen zwischen Hermanos und die Obsessionen und Unsicherheiten der Männer in der Mediengeschichte. Die Stimmen, die wir im Film hören, gehörten einigen Schauspielern des belgischen Kinos.
Filmstarts schrieb, dass drei Brüder „zwischen Selbstzweifeln und der Suche nach einem neuen Selbstbild“ nicht nur „mit der Transformation ihres Äußeren, sondern auch mit den Dynamiken ihrer Beziehung zueinander umgehen“ müssten.
Koen de Rooj schrieb auf der Seite des Internationalen Film Festivals Rotterdam (IFFR 2024), dies sei ein Stop-Motion-Film mit einer gesunden Portion Humor und viel Liebe zum Detail.

### Auszeichnungen (Auswahl)
Annecy International Animated Film Festival 2024
- Nominiert für den Cristal in der Kategorie „Bester Kurzfilm“ Nicolas Keppens
- Gewinner des Festival Connexion Award Nicolas Keppens
- Gewinner des Alexeïeff – Parker Award Nicolas Keppens

Aspen Shortsfest 2024
- Gewinner des Jury Award in der Kategorie „Beste Animation“ Nicolas Keppens
- Gewinner The Ellen Nicolas Keppens

Clermont-Ferrand International Short Film Festival 2024
- Nominiert für den Grand Prix in der Kategorie „Internationaler Wettbewerb“ Nicolas Keppens

Hamptons International Film Festival 2024
- Nominiert für den Golden Starfish Award in der Kategorie „Bester Kurzfilm“ Nicolas Keppens
- Gewinner des Golden Starfish Award/Lobende Erwähnung Nicolas Keppens

Nashville Film Festival 2024
- Nominiert für den Grand Jury Prize in der Kategorie „Bester animierter Kurzfilm“ Nicolas Keppens

Philadelphia Film Festival 2024
- Gewinner des Jury Award in der Kategorie „Bester Kurzfilm“ Nicolas Keppens

SXSW Film Festival 2024
- Nominiert für den SXSW Grand Jury Award in der Kategorie „Bester animierter Kurzfilm“

Uppsala International Short Film Festival 2024
- Nominiert für den Grand Prix in der Kategorie „Internationaler Wettbewerb“ Nicolas Keppens

Zagreb World Festival of Animated Films 2024
- Nominiert für den Grand Prize in der Kategorie „Internationaler Kurzfilm-Wettbewerb“ Nicolas Keppens

Ottawa International Animation 2024
- Gewinner des Jury Prizes in der Kategorie „Bester Kurzfilm“ Nicolas Keppens

Calgary International Film Festival 2024
- Nominiert in der Kategorie „Bester animierter Kurzfilm“ Nicolas Keppens

Film Festival Oostende 2024
- Nominiert für den Ensor in der Kategorie „Bester Kurzfilm (Beste Kortfilm)“ Nicolas Keppens

Guanajuato International Film Festival 2024
- Nominiert für den Festival Prize in der Kategorie „Bester animierter Kurzfilm“ Nicolas Keppens

Vilnius International Film Festival 2024
- Nominiert in der Kategorie „Bester Kurzfilm-Wettbewerb“ Nicolas Keppens

London International Animation Festival 2024
- Gewinner des Festival Awards für den besten Film Nicolas Keppens
- Gewinner des Wettbewerbs Internationale Jury/Programm Voting Stop Motion Panorama Nicolas Keppens

Annie Awards 2025
- Nominiert für den Annie in der Kategorie „Bestes Thema in einem animierten Kurzfilm“ Nicolas Keppens

Academy Awards 2025
- Nominiert für den Oscar in der Kategorie „Bester animierter Kurzfilm“ Nicolas Keppens und Brecht Van Elslande